# Phil Davies
Phil Thomas Davies (* 19. Oktober 1963 in Seven Sisters, Wales, Vereinigtes Königreich) ist ein ehemaliger walisischer Rugbyspieler und ehemaliger Rugby-Nationaltrainer der namibischen Rugby-Union-Nationalmannschaft. Davies spielte in der Rugby Union auf den Positionen des Flügelstürmers, Nummer 8 oder als Zweite-Reihe-Stürmer.
Im Januar wurde er zum Sportdirektor von World Rugby ernannt.
Davies ist zudem Eigentümer eines Sportvermarktungsunternehmens.

## Karriere

### Vereine
Davies verbrachte seine gesamte Vereinskarriere von 1982 bis 1995 bei Llanelli RFC in seiner Heimat Wales. Er gewann die Welsh Premier Division 1993 und den WRU Challenge Cup 1985, 1988, 1991, 1992 und 1993.

### Nationalmannschaft
Für die walisische Rugby-Union-Nationalmannschaft spielte Davies zwischen 1985 und 1995 46 Mal und erzielte hierbei 21 Punkte. Größte Erfolge waren die Sieger bei der Five Nations 1988 und 1994 sowie die Triple Crown 1988.

### Trainer
Nach dem Ende seiner aktiven Karriere als Spieler wechselte Davies in das Traineramt. Zunächst trainierte er von 1996 bis 2006 Leeds Tykes in England. Anschließend zeichnete Davies bis 2008 für den walisischen Verein Llanelli Scarlets verantwortlich und übernahm ab 2008 bis 2010 den Posten als Nationaltrainer der walisischen U-20-Nationalmannschaft. Es folgten Trainerstationen bei den Worcester Warriors in England (2010 bis 2012), Cardiff Blues (2012–2014) und RGC 1404 (2014–2016). Von 2015 bis 2020 war Davies Nationaltrainer Namibias. Parallel war er 2017 und 2018 bei seinem Spielerverein Llanelli RFC tätig. Zudem beriet Davies 2017 die Worcester Warriors und 2018 den Nuneaton R.F.C.
Davies gewann mit der namibischen Auswahl den Afrika-Cup 2015, 2016, 2017 und 2018. Zudem nahm er als namibischer Nationaltrainer an den Weltmeisterschaften 2015 und 2019 teil.